# Jakub Dziółka
Jakub Dziółka (* 21. November 1980 in Chorzów, Polen) ist ein ehemaliger polnischer Fußballspieler.
Dziółka begann seine Profikarriere 1999 bei seinem Heimatverein GKS Katowice, ehe er in der Saison 2000/01 zu Polonia Łaziska Górne wechselte. Dort blieb er nur eine Saison lang und wechselte 2001 für insgesamt vier Spielzeiten zu MK Katowice.
Nachdem sein Vertrag dort nicht verlängert wurde, heuerte der große Innenverteidiger 2005 bei
Szczakowianka Jaworzno an, ehe er 2006 von Polonia Bytom umworben wurde und dort im ersten Jahr den Aufstieg in die Ekstraklasa schaffte. Die folgende Spielzeit war die erfolgreichste seiner Karriere und er absolvierte insgesamt 19 Spiele und fungierte dabei als wichtige Säule seiner Mannschaft. Sein erstes Tor in der Ekstraklasa erzielte er am 18. April 2007 bei der Auswärtspartie seines Vereins gegen Widzew Łódź, welches insgesamt mit einem 2:4-Auswärtssieg endete.
Nachdem der Vertrag von Dziółka in der Sommerpause der Saison 2009/10 nicht verlängert worden war, wechselte er ablösefrei zu Victoria Jaworzno. Anfang 2010 kehrte er zu GKS Katowice zurück. Im Jahr 2014 beendete er seine Laufbahn.